# Dysmathia glaucoconia
Dysmathia glaucoconia är en fjärilsart som beskrevs av Hans Ferdinand Emil Julius Stichel 1911. Dysmathia glaucoconia ingår i släktet Dysmathia och familjen Riodinidae. Inga underarter finns listade i Catalogue of Life.